# Полікарп Кущ
Полікарп Кущ (англ. Polykarp Kusch; 26 січня 1911, Бланкенбург, Німецька імперія — 20 березня 1993, Даллас, США) — американський фізик українського походження, лауреат Нобелівської премії з фізики в 1955 р. Половина премії «за точне визначення магнітного моменту електрона». Другу половину премії отримав Вілліс Юджин Лемб.

## Біографія
Його батьком був лютеранський священнослужитель на ім'я Джон Матіаш Кущ, а його мати — Генрієтта Ван Дер Хаас була досить успішною дитячою письменницею.
Сім'я Куща емігрувала в 1912 році в США. У 1936 році він захистив дисертацію в університеті Іллінойсу на тему з області оптичної спектроскопії молекул. У 1937 році почав у тому ж університеті наукову кар'єру.
Працював над методами магнітного резонансу, яким вдається дуже точно визначити магнітний момент частинки. Подальші експерименти з визначення магнітного моменту електрона в атомах натрію, галію і індію показали відхилення від теоретично передбаченого значення.
Пояснення цього, згодом ще раз підтвердженого, відмінності магнітного моменту призвело до перегляду квантової механіки.
У 1949 році Кущ став професором у Колумбійському університеті в Нью-Йорку.
Отримав у 1955 році Нобелівську премію з фізики.
У 1957 році Кущ був науковим керівником докторської дисертації Ґордона Ґулда, якому належить патентоване право на авторство лазера,.